# 박성도 (1957년)
박성도(1957년 9월 4일~ )는 대한민국의 장로교 선교사, 목사이다.

## 생애
1957년에 경상북도 경주에서 태어났다. 1981년 3월 1일 박순옥 사모와 결혼했으며 박태진, 박태현 두 아들을 두고 있다.

## 선교 사역
1989년에 미전도 종족인 치리뽀 까베까르 인디언 보호 구역에서 선교하기 위해 중앙아메리카 코스타리카로 이주하였다. 20년동안 사역 후 코스타리카 선교를 원주민에게 인계하고 현재 니카라과에서 사역하고 있다.

### 코스타리카
코스타리카 현지인들을 위하여 구제, 교육 및 교회 개척 사역을 시작했다. 치리뽀 인디언 보호 구역 내에 10개의 교회를 개척하고 치리뽀 최초의 보건소와 초등학교를 설립하였다. 그 외에 다양한 도시 빈민촌 사역을 병행하였다.

### 니카라과
2002년부터 중미 니카라과 떼꽈나메 지방 교회에서 사역을 시작하였으며, 현재 수도인 마나과에서 니카라과 장로교 신학교와 마나과 어린양교회에서 사역하고 있다.

### 미국
2008년에는 미주 굿스푼과 협력하여 430권의 스페인어 성경을 중미 현지인들에게 보급하였다. 그 후 미주 한인 교민들을 대상으로 애틀랜타 기독실업인회 정기 모임 초청 강사, 새한장로교회 및 애틀랜타 여러 교회 초청 강사, 그리고 뉴욕교협 주최 교회연합 세계 선교대회 강사로 활동하였다.

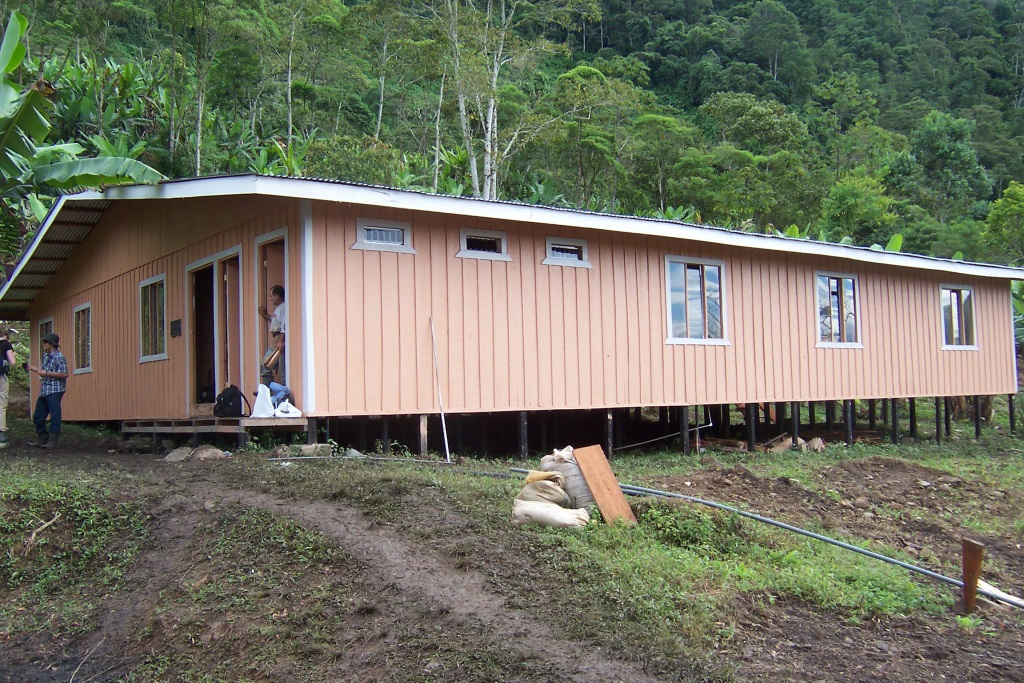
박성도 선교사와 퀸시 의료선교팀이 협력하여 치리뽀에 세운 클리닉.
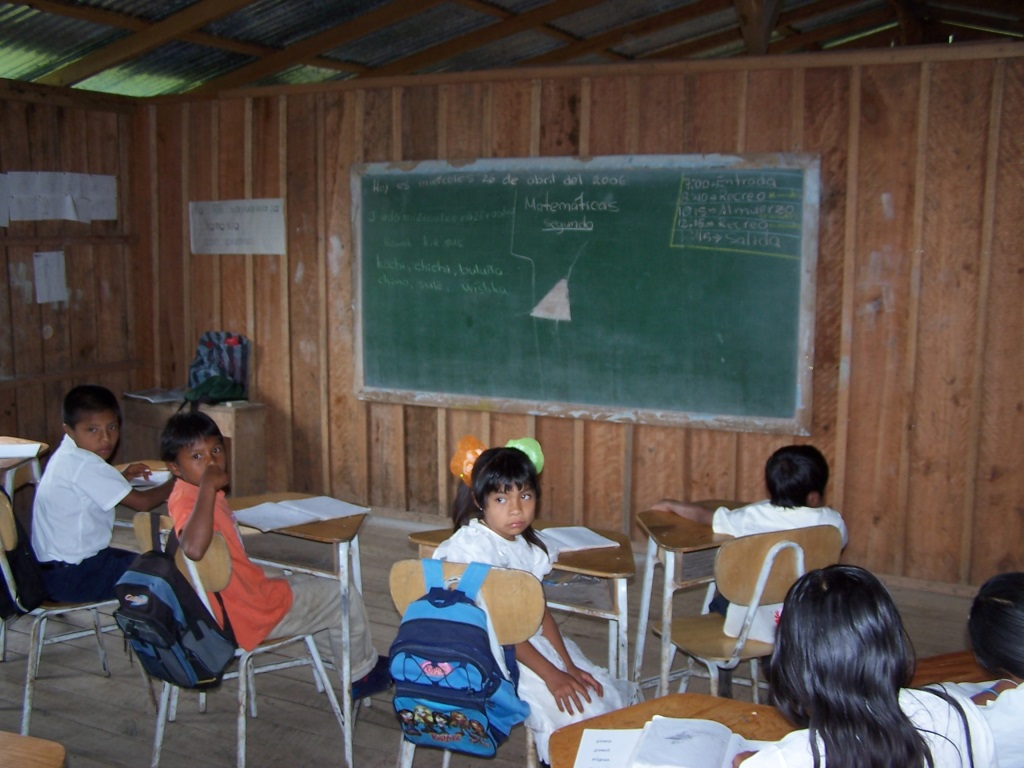
워싱톤 중앙장로교회 단기선교팀과 박성도 선교사가 세운 치리뽀 첫 초등학교.
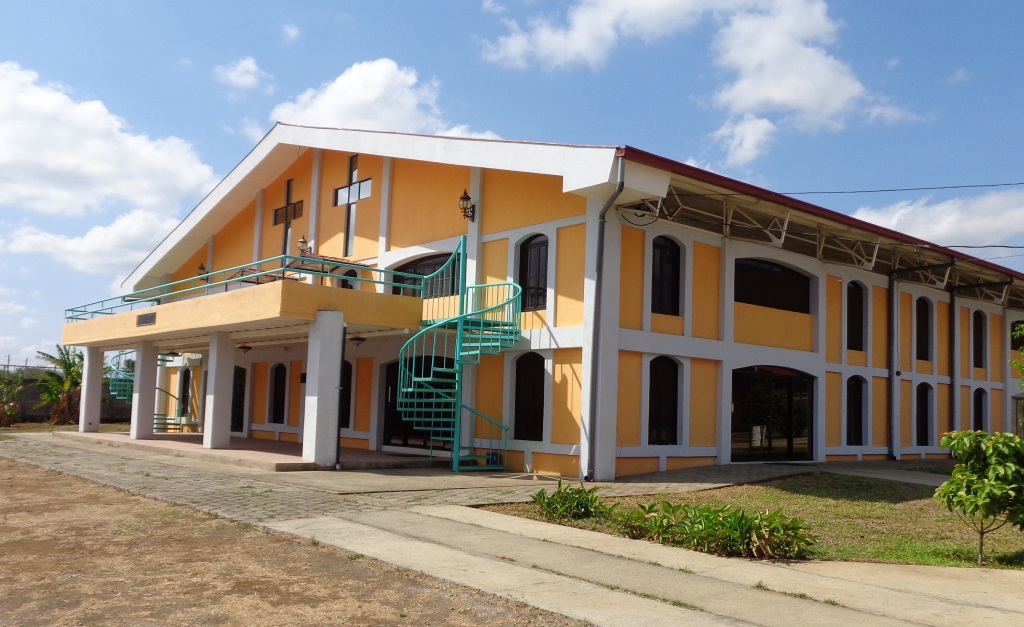
뉴욕 어린양교회 김수태 목사와 박성도 선교사가 세운 마나과 어린양교회.